# Malé Kyšice
Malé Kyšice (en allemand : Klein Kischitz) est une commune du district de Kladno, dans la région de Bohême-Centrale, en Tchéquie. Sa population s'élevait à 510 habitants en 2020.

## Géographie
Malé Kyšice se trouve à 4 km au sud-ouest de Unhošť, à 10 km au sud de Kladno et à 25 km à l'ouest du centre de Prague.
La commune est limitée par Horní Bezděkov au nord, par Unhošť à l'est, par Chyňava au sud et par Bratronice à l'ouest.

## Histoire
La première mention écrite de la localité date de 1316.